# جيمس كارول نابير
جيمس كارول نابير (بالإنجليزية: James Carroll Napier)‏ هو شخصية أعمال وسياسي أمريكي، ولد في 9 يونيو 1845 في ناشفيل في الولايات المتحدة، وتوفي بنفس المكان في 21 أبريل 1940. حزبياً، نشط في الحزب الجمهوري.